# محمبل
محمبل قرية سورية تتبع ناحية محمبل في منطقة أريحا في محافظة إدلب. بلغ عدد سكانها 4970 نسمة في عام 2004 حسب إحصاء المكتب المركزي للإحصاء.
محمبل هي مركز الناحية الوحيد في سهل الروج شمال سوريا. وتتميز بموقع جميل جدا كونها تقع على سفح جبل الزاوية من جهته الغربية وتطل على سهل الروج ومن جهة موقعها الإستراتيجي فهي تقع على منتصف الطريق العام حلب الاذقية وفيها محطة قطار مركزية على نفس الخط يمتاز أهل محمبل بالطيبة والبساطة بالإضافة لوجود نسبة كبيرة من المثقفين وحملة الشهادات الجامعية.
تشتهر ناحية محمبل بزراعة الزيتون والعنب والتين الأصفر كما تشتهر أيضا بطعم البطيخ الأحمر لحلاوة مذاقه وحمرة لونه، يعد أهالي محمبل امتدادا لأهالي قرية مرعيان الصغيرة والواقعة أيضا على سفح جبل الزاوية من الجهة الشرقية
وبمرور الزمن استقروا في محمبل ولا يزالون يمتلكون منازل وأراضي في كلتا القريتين.
وفي السنوات الأخيرة سيطرة عليها قوات النظام السوري مما دفع معظم سكانها إلى النزوح عنها لأن معظم شبابهم من الناشطين والثوريين فأضحت البلدة
التي كانت تعج في السكان إلى (بلدة الأشباح) كما يدعوها سكان القرى المجاورة وما زال سكانها نازحين عنها منذ أيلول 2012 حتى الآن